# شهرستان میندزیژچ
شهرستان میندزیژچ (لهستانی: Powiat Międzyrzecz؛ ‏[mʲɛnˈd͡zɨʐɛt͡ʂ]) یک شهرستان در لهستان است که در استان لوبوسکی واقع شده‌است. شهرستان میندزیژچ ۱٬۳۸۷٫۸۳ کیلومتر مربع مساحت و ۵۸٬۶۰۹ نفر جمعیت دارد.